# Armed Forces FC
Der Armed Forces Football Club (Gambia Armed Forces, häufig abgekürzt als Armed Forces) ist ein 1989 gegründeter Sportverein aus Banjul, der Hauptstadt des westafrikanischen Staats Gambia. Der Verein ist vor allem für seine Fußballabteilung bekannt.

## Team der Männer
Das Team der Männer spielt in der GFA League First Division, der höchsten Liga im gambischen Fußball, und war zuletzt in der Saison 2016/17 nationaler Meister. Das Team ist die Mannschaft der Gambia Armed Forces, der gambischen Streitkräfte.
Die Mannschaft konnte sich 2004, 2005, 2010 und 2018 für die CAF Champions League qualifizieren.

### Erfolge
- Gambischer Meister: 2003, 2009, 2017

### Bekannte Spieler
- Abdou Darboe (* 1990), Fußballnationalspieler
- Pa Modou Jagne (* 1989), Fußballnationalspieler
- Sainey Nyassi (* 1989), Fußballnationalspieler
- Sanna Nyassi (* 1989), Fußballnationalspieler

### Statistik in den CAF-Wettbewerben
| Wettbewerb                 | Runde         | Gegner             | Hinspiel | Rückspiel |  |
| -------------------------- | ------------- | ------------------ | -------- | --------- |  |
|                            |               |                    |          |           |  |
| CAF Champions League 2004  | Qualifikation | Jeanne d’Arc Dakar | 0:3 (H)  | 0:3 (A)   |  |
| CAF Confederation Cup 2005 | Qualifikation | CI Kamsar          | n. a.    | n. a.     |  |
| CAF Champions League 2010  | Qualifikation | JS Kabylie         | 1:2 (H)  | 0:3 (A)   |  |
| CAF Champions League 2018  | Vorrunde      | Zanaco FC          | 0:3 (A)  | 1:3 (H)   |  |

- 2005: Der Verein zog seine Mannschaft nach der Auslosung aus dem Wettbewerb zurück.

## Team der Frauen
Seit 2009 hat der Verein auch ein Team der Frauen, das in der ersten Saison die Meisterschaft in der zweiten Liga gewinnen konnte und in die erste Liga aufstieg.

### Bedeutende Spielerinnen
Folgende Spielerinnen des Teams spielen im gambischen Fußballnationalteam der Frauen oder haben dort gespielt (Stand: April 2019):
- Ruggy Joof (Abwehr)
- Mamie Sylva (Abwehr, Mittelfeld)
- Fanta Jarju (Mittelfeld)

## (Beach-)Volleyball
Der Verein verfügt auch über eine Volleyball- und Beachvolleyballabteilung.
Bei den Frauen gewannen im Beachvolleyball Abie Kujabi und Saffie Sawaneh zwei Mal in Folge die nationalen Meisterschaften (2014, 2017). 2018/19 unterlagen Kujabi und ihre Teampartnerin Nyima Demba im Februar 2019 im Finale Fatoumatta M. Ceesay und Mariama Ginadou (Interior).
Das Team der Männern wurde 2017 Meister im Beachvolleyball. Ebrima Jatta wurde im Nationalteam eingesetzt.